# Ryūichi Tanabe
Ryūichi Tanabe (jap. 田邊 隆一, Tanabe Ryūichi; * 9. März 1948 in Ayabe) ist ein japanischer Diplomat.

## Leben
Tanabe studierte an der Fremdsprachen-Universität Tokyo und der Johann Wolfgang Goethe-Universität Frankfurt am Main. In Frankfurt wurde er 1972 Mitglied und ausgezeichneter Consenior des Corps Saxonia Leipzig. Von 1994 bis 1997 war er am japanischen Generalkonsulat in München tätig. 2003 wurde er Botschafter in Serbien und Montenegro, 2006 in Polen und 2009 in Indien. Er ist Professor an der Technischen Hochschule Osaka. Beim 200. Stiftungsfest seines Corps im Juni 2012 hielt er den Festvortrag. Er dankte für Deutschlands Solidarität und Hilfsbereitschaft beim Tōhoku-Erdbeben 2011 und stellte heraus, dass Flexibilität, Offenheit gegenüber fremden Kulturen, Anpassungsfähigkeit und Vielfalt gemeinsame Kennzeichen der japanischen Kultur und des Corpsstudententums seien.

## Auszeichnungen
- Verdienstorden der Bundesrepublik Deutschland, Großes Bundesverdienstkreuz (1991)
- Ehrenzeichen für Verdienste um die Republik Österreich (1952), Großes Goldenes Ehrenzeichen mit dem Stern (1994)
- Verdienstorden der Republik Polen (2009)